# 대한민국의 지역별 인간개발지수
아래는 대한민국의 지역별 인간개발지수이다.
| 순위                   | 지역                   | HDI (2018)             | 비슷한 국가 (2018)     |
| 매우 높은 인간개발지수 | 매우 높은 인간개발지수 | 매우 높은 인간개발지수 | 매우 높은 인간개발지수 |
| ---------------------- | ---------------------- | ---------------------- | ---------------------- |
| 1                      | 수도권                 | 0.933                  | 네덜란드               |
| 2                      | 동남권(부울경)         | 0.918                  | 벨기에, 리히텐슈타인   |
| –                      | 대한민국 (평균)        | 0.906                  | 이스라엘               |
| 3                      | 충청권                 | 0.894                  | 스페인                 |
| 4                      | 제주특별자치도         | 0.890                  | 체코, 프랑스           |
| 5                      | 호남권                 | 0.888                  | 체코, 프랑스, 몰타     |
| 6                      | 강원도                 | 0.881                  | 에스토니아             |
| 7                      | 대구경북               | 0.840                  | 바레인, 크로아티아     |

우리나라와 인간개발지수가 비슷한 국가는 이스라엘이다.

## 같이 보기
- 인간 개발 지수순 나라 목록

1. ↑  “Human Development Report 2018 – "Human Development Indices and Indicators"” (PDF). HDRO (Human Development Report Office) United Nations Development Programme. 22–25쪽. 2019년 1월 5일에 확인함.